# Эванс, Джон (долгожитель)
Джон Эванс (англ. John Evans; 19 августа 1877 года — 10 июня 1990 года) — британский супердолгожитель. С 25 ноября 1988 года до своей смерти он был старейшим живущим мужчиной мира.

## Биография
Джон Эванс родился 19 августа 1877 года. С 13 лет он работал шахтёром и через 60 лет был вынужден уйти в отставку, из-за правил Национального угольного совета того времени. В марте 1986 года, в 108 лет, он стал старейшим человеком, которому установили кардиостимулятор, однако спустя всего три дня он вернулся домой, чем удивил врачей больницы. Свой 110-й день рождения он отметил в Лондоне, куда приехал впервые в жизни.
В ноябре 1988 года, после смерти Альфиуса Коула (1876—1988), Эванс стал старейшим живущим мужчиной мира.
Джон Эванс умер во сне, у себя дома, 10 июня 1990 года. По словам его невестки, за несколько дней до смерти он жаловался на неважное самочувствие.
У него было четверо детей, шесть внуков и девять правнуков.

## Образ жизни
Секретом своего долголетия он считал воздержание от курения, алкоголя и ругани. Каждый день он начинал со своего любимого завтрака: миски отрубей и немного мёда в кипяченой воде.